# Атрахазіс
Атрахазіс або Атра-Хазіс (аккад. 𒆠𒂖 𒆤𒆷, лат. Atra-ḫasīs) — міфологічна поема аккадською мовою, яка описує створення людей, потоп та початок людського народження, розмноження, шлюбу та смерті. 
«Атрахазіс» був написаний у Вавилонії протягом першої половини ІІ тис. до н. е. приблизно в 1245 поетичних рядках, з яких близько 60% відомо наразі. Існують пізніші ассирійські та вавилонські версії поеми, які в деяких випадках дуже відрізняються від старішої версії.

## Сюжет

### Створення людей
Згідно з поемою, на початку часів боги були поділені на дві групи: старші боги (Ігігі), які відпочивали, і молодші боги (Ануннаки), які виконували важку працю – копали річки та канали. Ануннаки, змучені непосильною працею, повстали проти своїх наглядачів. Щоб звільнити молодших богів від каторжної роботи, було вирішено створити людей, які б виконували цю працю замість них.
Для створення першої людини боги принесли в жертву одного з ватажків бунтівних богів. Його кров і плоть були змішані з глиною, і з цього матеріалу богиня-матір Нінту створила перших людей. Таким чином, люди були створені як служники богів, покликані полегшити їхнє існування.

### Криза перенаселення
Згодом людська популяція почала надзвичайно швидко зростати, і шум, який створювали люди, став дратувати верховного бога Енліля. Щоб зменшити чисельність людства, Енліль послідовно наслав на Землю серію лих:
- Чуму: Люди страждали від хвороби, але бог мудрості Енкі, який був доброзичливим до людства, попередив свого вірного слугу Атрахазіса. Атрахазіс, за порадою Енкі, наказав людям припинити поклоніння іншим богам і молитися лише Енкі, а також приносити йому жертви. Завдяки цьому Енкі втрутився і чума відступила[2].
- Посуху та голод: Через деякий час Енліль знову спробував скоротити населення, наклакавши на землю посуху та голод. Але і цього разу Енкі попередив Атрахазіса, який порадив людям накопичувати їжу та звернутися до Енкі з молитвами. В результаті, голод і посуха були подолані[2].

### Великий потоп
Розлючений тим, що його попередні спроби не увінчалися успіхом, Енліль вирішив знищити людство раз і назавжди за допомогою всесвітнього потопу. Він змусив усіх богів присягнути, що вони триматимуть цей план у таємниці. Однак Енкі, хоч і був зв'язаний присягою, знайшов спосіб попередити Атрахазіса. Він промовив слова про майбутній потоп до очеретяної стіни хижі, де спав Атрахазіс, і той почув його попередження уві сні. Енкі наказав Атрахазісу побудувати величезний човен, взяти на борт свою родину, ремісників, тварин та все своє майно, щоб зберегти життя.
Коли почався потоп, боги, які перебували на небесах, були шоковані масштабами руйнування і усвідомили, що вони залежать від людства для свого існування – адже саме люди приносили їм їжу та жертви. Вони страждали від голоду та спраги, оскільки не було кому їх годувати. Хоча заключна частина епосу збереглася лише фрагментарно, відомо, що Атрахазіс вижив після потопу. Після закінчення лиха, коли води відступили, Атрахазіс приніс жертви богам. Боги, збентежені і розкаяні, зустріли його. Атрахазіс, завдяки своїй мудрості, отримав безсмертя від богів і був переселений до країни Дильмун.

### Контроль популяції
Щоб запобігти подібним кризам у майбутньому та контролювати чисельність людської популяції, боги прийняли рішення запровадити нові порядки:
- Целібат: Деяким людям було призначено безшлюбне життя.
- Безпліддя: Деякі жінки мали бути безплідними.
- Регулярна смертність: Був встановлений певний порядок смерті, щоб люди не жили вічно і їхня кількість природним чином регулювалася.

## Епос про Гільгамеша
Розповідь про потоп в «Епосі про Гільгамеша» має вражаючі паралелі з міфом про Атрахазіса, який, імовірно, є більш ранньою та розширеною версією тієї ж історії.
Після смерті свого близького друга Енкіду, Гільгамеш, цар Урука, глибоко вражений усвідомленням власної смертності, вирушає у небезпечну подорож, щоб знайти безсмертя. Його метою стає Утнапіштім (аккадський відповідник шумерського Зіусудри, або, як вважається, аккадська версія Атрахазіса), єдина людина, яка пережила Великий Потоп і отримала від богів вічне життя. Коли Гільгамеш нарешті добирається до Утнапіштіма, той розповідає йому свою історію про Потоп. Ця розповідь є кульмінацією пошуків Гільгамеша і виступає як окремий, але нерозривно пов'язаний з основним сюжетом, міфологічний блок.
Основні елементи розповіді Утнапіштіма:
- Рішення богів: Як і в епосі про Атрахазіса, боги, зокрема верховний бог Енліль, розгнівалися на людство через його галас і вирішили знищити всіх людей за допомогою всесвітнього потопу.
- Попередження від Енкі: Бог мудрості Еа (аккадське ім'я Енкі) таємно попереджає Утнапіштіма про намір богів. Він не порушує своєї клятви іншим богам прямо, але звертається до «очеретяної стіни» хижі, де спить Утнапіштім, таким чином, дозволяючи останньому почути попередження.
- Будівництво «ковчега»: Еа наказує Утнапіштіму розібрати свій дім і на отриманому матеріалі побудувати величезний човен. Він детально описує розміри та конструкцію судна. Утнапіштім збирає свою родину, родичів, ремісників, всіх живих істот («насіння всього живого») та своє майно на борт ковчега.
- Початок потопу: Потоп починається з жахливої бурі, яка триває шість днів і ночей. Опис бурі в епосі надзвичайно яскравий: боги самі злякалися сили стихії, а богиня Іштар (Інанна) гірко оплакує знищення людства, яке сама ж створила.
- Припинення потопу: На сьомий день буря вщухає, і ковчег Утнапіштіма зупиняється на горі Нісір. Утнапіштім випускає голуба, ластівку і крука, щоб дізнатися, чи спала вода. Лише крук не повертається, що свідчить про появу суходолу.
- Жертвоприношення та благословення: Утнапіштім виходить з ковчега і приносить богам жертву. Боги, які страждали від голоду під час потопу (оскільки не було кому їм приносити жертви), збираються навколо диму жертвоприношення. Енліль спочатку гнівається, що хтось вижив, але Еа втручається, переконуючи його у необхідності збереження людства.
- Безсмертя Утнапіштіма: Унаслідок цього, Енліль примиряється з Утнапіштімом і його дружиною, благословляє їх і дарує їм безсмертя, переселивши їх на край світу.

## Дослідження
Переклад усіх версій з коментарями та бібліографією зробив Бенджамін Фостер. Найважливішою публікацією оригінального тексту є праця Вільфреда Ламберта і Алана Мілларда.